# Фомушин, Николай Алексеевич
Никола́й Алексе́евич Фомушин (1933—2002) — советский учёный и организатор производства, лауреат Государственной премии СССР.

## Биография
Родился в 1933 году.
В 1970-е гг. главный инженер Донского завода радиодеталей, главный инженер одного из производственных объединений ГУ Министерства электронной промышленности СССР по направлению керамических материалов.
В 1981—1993 гг. генеральный директор ПО «Гранат» (Калуга). Под его руководством построен микрорайон «Правобережье».
Автор научных исследований в области плазмохимических методов синтеза корунда. Получил 6 авторских свидетельств на изобретения.
Умер в 2002 году. В его честь в Калуге названа улица.

## Награды и звания
- Государственная премия СССР.